# 横内大介
横内 大介（よこうち だいすけ、1975年 - ）は、日本の統計学者・データサイエンティストであり、一橋大学大学院経営管理研究科（金融戦略・経営財務プログラム）に所属する准教授である。専門は、データサイエンス、計量ファイナンス、統計科学であり、特に金融市場の時系列分析や価格形成メカニズムのモデリングに関する研究を行っている。

## 経歴
慶應義塾大学理工学部数理科学科を卒業後、同大学大学院理工学研究科にて修士および博士課程を修了し、博士（工学）の学位を取得した。
2005年より慶應義塾大学理工学部で助手を務めた後、2007年に一橋大学大学院国際企業戦略研究科に着任し、講師を経て2014年に准教授に昇任。2018年より現職である一橋大学大学院経営管理研究科にて教鞭を執っている。

## 社会貢献・共同研究
企業との共同研究にも積極的であり、QUICK、SREホールディングス、True Data、野村アセットマネジメントなどと連携した研究を行っている。
2023年には、中古車オークションを手掛けるユーストカードットコムとの共同研究において中古車価格指数の開発を行った。

## 研究分野
金融データの統計的解析、AI・機械学習の金融応用、時系列データの構造変化検出、リスク・パリティ戦略、外国為替市場や不動産市場の価格形成分析などである。データの可視化や分散システム開発にも関心を持つ。

## 所属学会
- 日本統計学会
- 日本ファイナンス学会
- JAFEE（日本金融・証券計量・工学学会）

## 主な研究業績
- Sasaki, K. & Yokouchi, D. (2025). An Artificial Market Model for the Forex Market. Humanities and Social Sciences Communications.
- Nakayama, J. & Yokouchi, D. (2025). Relationship Between Japanese Stock Market Behavior and Category-Based News. Risks.
- 姫野知也・横内大介（2023）「ニュースを用いた金融市場分析のためのマルチラベル教師ありトピックモデル」『ジャフィー・ジャーナル』第21号。
- 大槻健太郎・横内大介（2023）「東京23区の中古マンション市場のデータ分割と統合」『日本不動産学会誌』第36巻。

## 著書
- 『はっきりわかるデータサイエンスと機械学習』（近代科学社, 2020年、共著）
- 『イメージでつかむ機械学習入門』（技術評論社, 2017年、共著）[7]
- 『「R」でおもしろくなるファイナンスの統計学』（技術評論社, 2012年）
- 『現場ですぐ使える時系列データ分析』（技術評論社, 2012年、共著）